# Osîpenko, Berdeansk
Osîpenko (în ucraineană Осипенко) este o comună în raionul Berdeansk, regiunea Zaporijjea, Ucraina, formată numai din satul de reședință.

## Demografie
Componența lingvistică a comunei Osîpenko
     Ucraineană (88,52%)
     Rusă (11,03%)
     Alte limbi (0,1%)
Conform recensământului din 2001, majoritatea populației comunei Osîpenko era vorbitoare de ucraineană (88,52%), existând în minoritate și vorbitori de rusă (11,03%).